# 接触反応
接触反応（せっしょくはんのう）は触媒反応の一種。

## 概要
広義には均一相での触媒反応も含めた全ての触媒反応をさす用語であるが、一般的には相の異なる不均一相の界面で進行する触媒反応の事で特に液体ないしは気体と固体の接触面で発生する表面反応すなわち固体触媒による物をさす。この時、触媒は活性錯体を安定化させることで、反応経路のポテンシャルエネルギーの極大値を低下させて反応速度を速める役割をもつ。